# EHF Champions League 2019-2020 (maschile)
La EHF Champions League 2019-2020, nota per ragioni di sponsorizzazione come Velux Champions League, è stata la 58ª edizione del massimo torneo europeo di pallamano riservato alle squadre di club. È organizzata dall'European Handball Federation, la federazione europea di pallamano.
La competizione è iniziata a settembre 2019, ma a causa della pandemia di COVID-19 si è conclusa a dicembre 2020 con la Final Four a Colonia.

## Formula
- Fase a gironi: verranno disputati quattro gruppi, due da otto squadre con gare di andata e ritorno e due da sei squadre con gare di andata e ritorno. Le prime sei dei due gironi da otto si qualificheranno alla fase successiva mentre le prime due dei due gironi da sei si scontreranno per decidere le altre due squadre che procederanno agli ottavi di finale.
- Ottavi di finale: le sedici squadre qualificate dalla fase precedente disputeranno gli ottavi di finale con la formula della eliminazione diretta con partite di andata e ritorno.
- Quarti di finale: le otto squadre qualificate dal turno precedente disputeranno i quarti di finale con la formula della eliminazione diretta con partite di andata e ritorno.
- Final Four: per la decima volta verranno disputate le Final Four del torneo; le semifinali e le finali saranno giocate a giugno nella Lanxess Arena di Colonia.

A causa della Pandemia di COVID-19 del 2020 in Europa le Final4 sono state posticipate al 28 e 29 dicembre 2020 e le partecipanti sono state individuate nelle prime due classificate dei gironi A e B.

## Classifiche

### Fase a gironi - Teste di serie

#### Girone A
|  | Pos. | Squadra             | Pt | G  | V  | N | S  | GF  | GS  | D    | Note             |
|  | ---- | ------------------- | -- | -- | -- | - | -- | --- | --- | ---- | ---------------- |
|  | 1.   | Barcellona          | 26 | 14 | 13 | 0 | 1  | 485 | 380 | +105 | Quarti di finale |
|  | 2.   | Paris-Saint Germain | 22 | 14 | 11 | 0 | 3  | 444 | 389 | +55  | Ottavi di finale |
|  | 3.   | Pick Szeged         | 21 | 14 | 9  | 2 | 3  | 409 | 370 | +39  | Ottavi di finale |
|  | 4.   | Aalborg             | 15 | 14 | 7  | 1 | 6  | 416 | 420 | -4   | Ottavi di finale |
|  | 5.   | Flensburg-Handewitt | 15 | 14 | 7  | 1 | 6  | 388 | 379 | +9   | Ottavi di finale |
|  | 6.   | Celje               | 6  | 14 | 3  | 0 | 11 | 355 | 429 | -74  | Ottavi di finale |
|  | 7.   | Zagabria            | 5  | 14 | 2  | 1 | 11 | 343 | 419 | -76  |                  |
|  | 8.   | Elverum             | 3  | 14 | 1  | 1 | 8  | 365 | 419 | -54  |                  |

#### Girone B
|  | Pos. | Squadra          | Pt | G  | V  | N | S  | GF  | GS  | D   | Note             |
|  | ---- | ---------------- | -- | -- | -- | - | -- | --- | --- | --- | ---------------- |
|  | 1.   | Kiel             | 20 | 14 | 9  | 2 | 3  | 437 | 398 | +39 | Quarti di finale |
|  | 2.   | Veszprém         | 20 | 14 | 10 | 0 | 3  | 448 | 386 | +62 | Ottavi di finale |
|  | 3.   | Kielce           | 18 | 14 | 8  | 2 | 4  | 421 | 389 | +32 | Ottavi di finale |
|  | 4.   | Montpellier      | 17 | 14 | 8  | 1 | 5  | 386 | 375 | +11 | Ottavi di finale |
|  | 5.   | Porto            | 14 | 14 | 6  | 2 | 6  | 400 | 410 | -10 | Ottavi di finale |
|  | 6.   | Vardar           | 11 | 14 | 5  | 1 | 8  | 396 | 444 | -48 | Ottavi di finale |
|  | 7.   | Meshkov Brest    | 8  | 14 | 4  | 0 | 10 | 401 | 431 | -30 |                  |
|  | 8.   | Motor Zaporižžja | 4  | 14 | 1  | 2 | 11 | 406 | 462 | -56 |                  |

### Fase a gironi - Non teste di serie

#### Girone C
|  | Pos. | Squadra         | Pt | G  | V | N | S | GF  | GS  | D   | Note                   |
|  | ---- | --------------- | -- | -- | - | - | - | --- | --- | --- | ---------------------- |
|  | 1.   | Bidasoa Irun    | 15 | 10 | 6 | 3 | 1 | 297 | 246 | +33 | Qualificato ai playoff |
|  | 2.   | Sporting CP     | 14 | 10 | 6 | 2 | 2 | 309 | 266 | +43 | Qualificato ai playoff |
|  | 3.   | Sävehof         | 12 | 10 | 6 | 0 | 4 | 268 | 278 | -10 |                        |
|  | 4.   | Tatran Prešov   | 7  | 10 | 3 | 1 | 6 | 260 | 279 | -19 |                        |
|  | 5.   | Riihimäki Cocks | 6  | 10 | 3 | 0 | 7 | 239 | 290 | -51 |                        |
|  | 6.   | Rabotnik        | 6  | 10 | 3 | 0 | 7 | 265 | 279 | -14 |                        |

#### Girone D
|  | Pos. | Squadra            | Pt | G  | V | N | S | GF  | GS  | D   | Note                   |
|  | ---- | ------------------ | -- | -- | - | - | - | --- | --- | --- | ---------------------- |
|  | 1.   | Dinamo Bucarest    | 17 | 10 | 7 | 3 | 0 | 298 | 256 | +32 | Qualificato ai playoff |
|  | 2.   | Wisła Płock        | 11 | 10 | 5 | 1 | 4 | 267 | 260 | +7  | Qualificato ai playoff |
|  | 3.   | GOG                | 9  | 10 | 4 | 1 | 5 | 310 | 319 | -9  |                        |
|  | 4.   | Kristianstad       | 9  | 10 | 3 | 3 | 4 | 283 | 298 | -15 |                        |
|  | 5.   | Čechovskie Medvevi | 8  | 10 | 4 | 0 | 6 | 280 | 308 | -28 |                        |
|  | 6.   | Kadetten Sciaffusa | 6  | 10 | 2 | 2 | 6 | 280 | 277 | +3  |                        |

## Fase ad eliminazione

### Playoff
| Squadra 1   | Totale | Squadra 2       | Andata | Ritorno |
| ----------- | ------ | --------------- | ------ | ------- |
| Sporting CP | 49-52  | Dinamo Bucarest | 25-26  | 24-26   |
| Wisła Płock | 51-49  | Bidasoa Irun    | 32-25  | 19-24   |

### Ottavi di finale
Gli ottavi di finale vennero cancellati in conseguenza della pandemia di COVID-19.
| Squadra 1           | Totale | Squadra 2           | Andata | Ritorno |
| ------------------- | ------ | ------------------- | ------ | ------- |
| Dinamo Bucarest     | -      | Paris-Saint Germain | -      | -       |
| Wisła Płock         | -      | Veszprém            | -      | -       |
| Vardar              | -      | Pick Szeged         | -      | -       |
| Celje               | -      | Kielce              | -      | -       |
| Porto               | -      | Aalborg             | -      | -       |
| Flensburg-Handewitt | -      | Montpellier         | -      | -       |

### Final4
Come conseguenza della cancellazione degli ottavi e dei quarti di finale, il 24 aprile l'EHF decise che a disputare le Final4 sarebbero state le prime due di ogni girone.

#### Tabellone
|  | Semifinali          | Semifinali          | Semifinali |            |      | Finale              | Finale              | Finale          |  |
|  |                     |                     |            |            |      |                     |                     |                 |  |
|  | Kiel                | Kiel                | 36         |            |      |                     |                     |                 |  |
|  | Kiel                | Kiel                | 36         |            |      |                     |                     |                 |  |
|  | Veszprém            | Veszprém            | 35         |            |      |                     |                     |                 |  |
|  | Veszprém            | Veszprém            | 35         |            | Kiel | Kiel                | 33                  |                 |  |
|  |                     |                     |            |            | Kiel | Kiel                | 33                  |                 |  |
|  |                     |                     | Barcellona | Barcellona | 28   |                     |                     |                 |  |
|  | Barcellona          | Barcellona          | Barcellona | Barcellona | 28   | 37                  |                     |                 |  |
|  | Barcellona          | Barcellona          |            |            |      | 37                  |                     |                 |  |
|  | Paris-Saint Germain | Paris-Saint Germain | 32         |            |      | Finale 3º posto     | Finale 3º posto     | Finale 3º posto |  |
|  | Paris-Saint Germain | Paris-Saint Germain | 32         |            |      |                     |                     |                 |  |
|  |                     |                     |            |            |      |                     |                     |                 |  |
|  |                     |                     |            |            |      | Veszprém            | Veszprém            | 26              |  |
|  |                     |                     |            |            |      | Veszprém            | Veszprém            | 26              |  |
|  |                     |                     |            |            |      | Paris-Saint Germain | Paris-Saint Germain | 31              |  |

#### Semifinali
| Arbitri: | Gubica Milošević |

|       |           |        |
| Mem 8 | Marcatori | Nahi 9 |

| Arbitri: | Marìn García |

|           |           |                   |
| Pekeler 8 | Marcatori | Borozan, Marguč 7 |

#### Finale 3º posto
| Arbitri: | Pavićević Ražnatović |

|         |           |                  |
| Lékai 9 | Marcatori | Prandi, Remili 6 |

#### Finale
| Arbitri: | Gubica Milošević |

|          |           |          |
| Ekberg 8 | Marcatori | Gómez 10 |